# Stickenbüttel
Stickenbüttel is een stadsdeel van de stad Cuxhaven in de Duitse deelstaat Nedersaksen. Het ligt in het westen van de stad, nabij de badplaatsen Döse, Duhnen en Sahlenburg.

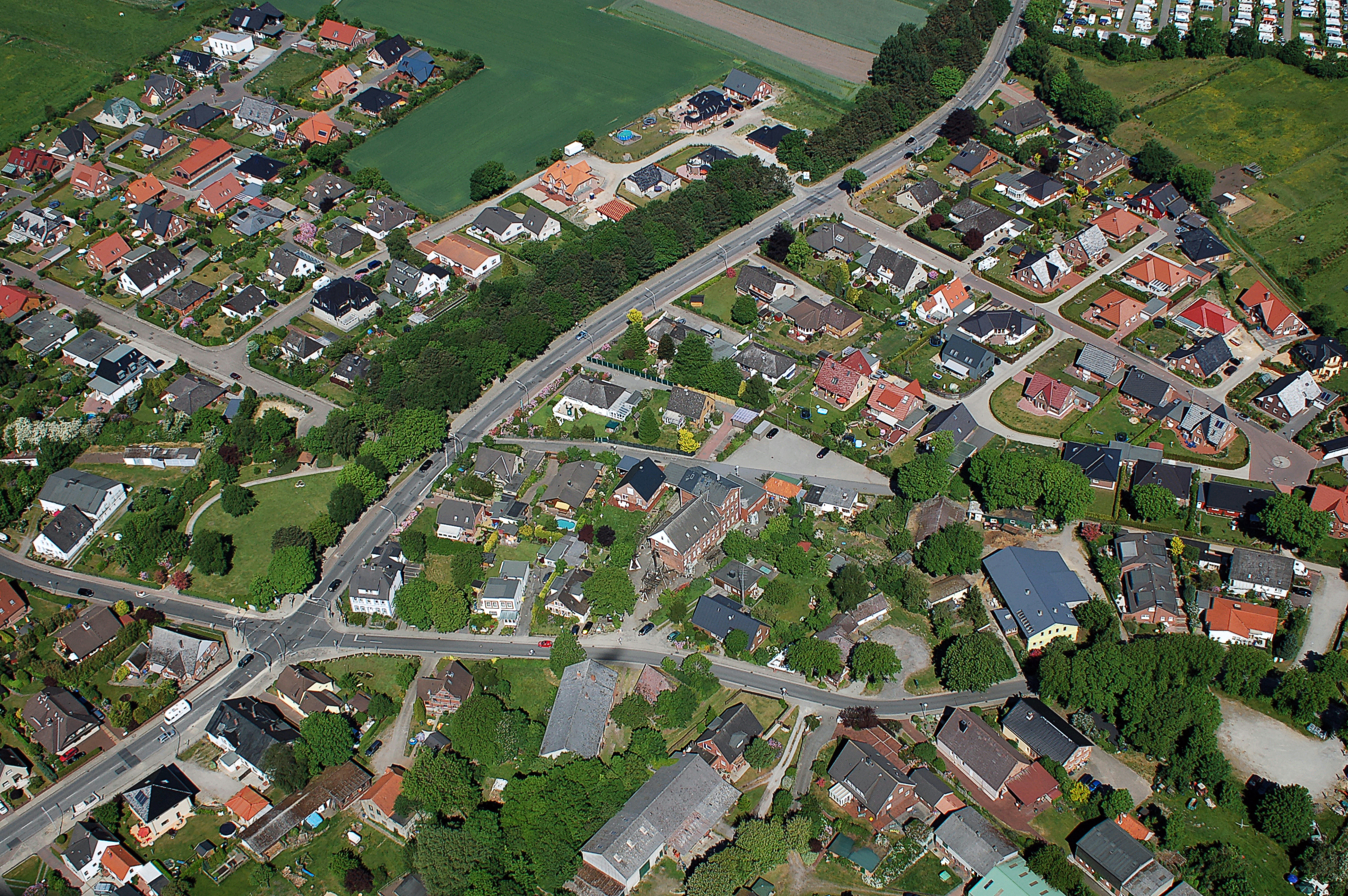
Luchtopname met Windeichenweg en Dorfstraße
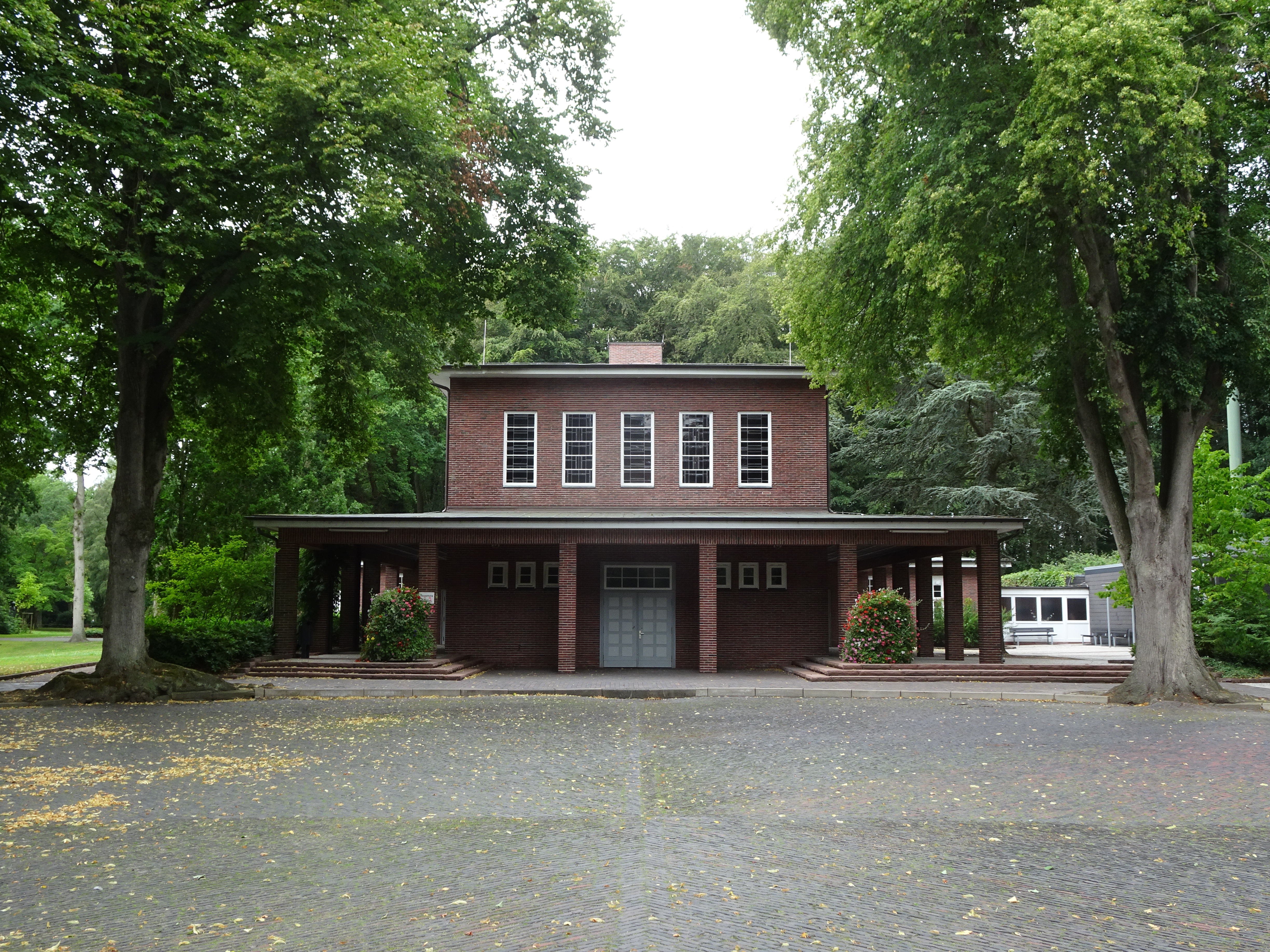
Rouwcentrum crematorium

Het te midden van polderland gelegen dorp beschikt over een nog enigszins karakteristiek centrum, maar veel huizen zijn er omgebouwd tot pension of vakantiehuis. Bouwkundige monumenten van betekenis, uitgezonderd het rouwcentrum van het plaatselijke crematorium, ontbreken. Aan de noordkant van het dorp, richting het niet veel meer dan één kilometer verderop gelegen Duhnen, ligt een grote camping.